# نبيلة حسن
نبيلة حسن محمود سلام ممثلة وأستاذة جامعية مصرية، ولدت في عام 1966، تخرجت من المعهد العالي للفنون المسرحية، عملت في مسلسلات (الكعبة المشرفة، محمد رسول الله، سنبل بعد المليون)، كما شاركت في أفلام (النمر الأسود، الحدق يفهم، ليلة القبض على فاطمة، ممنوع في مدرسة البنات). على الصعيد الأكاديمي عملت نبيلة حسن كمديرة للمركز القومي لثقافة الطفل بين عامي 2008 و2011، ورئيسة قسم التمثيل والإخراج في المعهد العالي للفنون المسرحية.

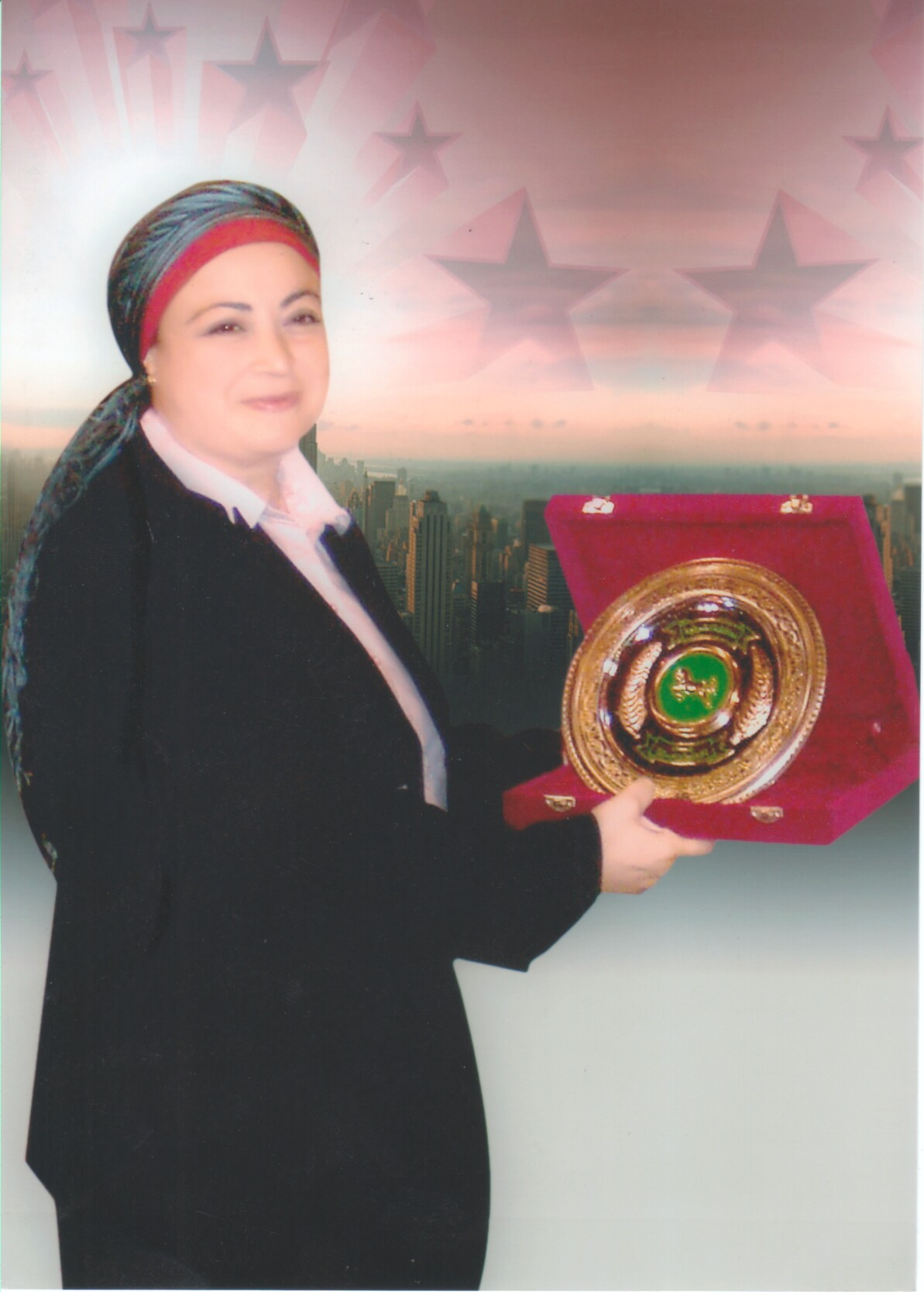
نبيلة حسن

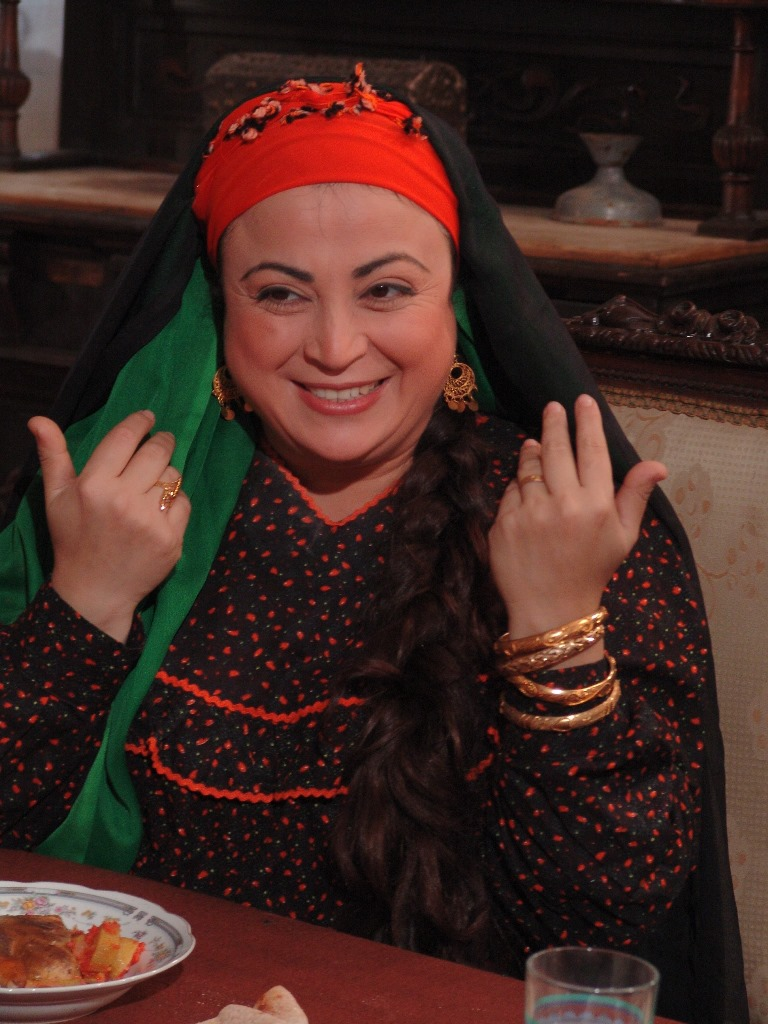
نبيلة حسن

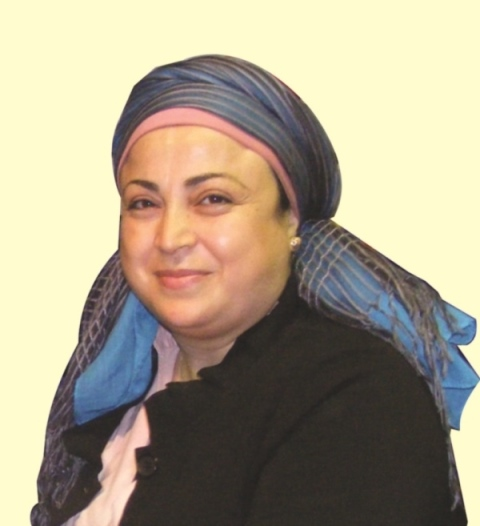
نبيلة حسن

## أعمالها الفنية

### مسلسلات
- مسلسل ولاد السيدة (2015)
- مسلسل أوراق التوت (2015)
- مسلسل يا أنا أنتى (2015)
- حضرة الضابط أخى
- حواديت مصرية
- رحماء بينهم
- شيخ العارفين د/عبد الحليم محمود (2008)
- مسلسل عزيز على القلب (2007)

### المسرح
- واتى
- هيروشيما
  - أرزة لبنان
- واحده من اياهم

### أفلام
- بعد الخريف، سنة 1978، أدت دور الطفة هالة
- النمر الأسود
- بنات ثانوى
- حالة تلبس
- ليلة القبض على فاطمة

### الإخراج
- المتفائل
- لست أنت جارا
- أنتيجونا
- قضية ظل الحمار
- اسكوريال
- إسطبل عنتر

## برامج تلفزيونية

### برامج للأطفال
عملت بالعديد من برامج الأطفال والمسلسلات منذ الثامنة من عمرها على سبيل المثال:
- - محمد رسول الله
- الكعبة المشرفة
- قافلة الزمان
- سنبل بعد المليون
- بعد العاصفة

	* السكر المسحور
- الدنيا أتشقلب
- هريدى في المعمل
- حلم علاء الدين
- شقاوة ×شقاوة
- مسرحية سفينة نوح لورشة عمل مع ذوى احتياجات خاصة.

## ترجمة
ترجمت بعض المسرحيات للطفل ومنها
- الترابيلس
- - «سر لينا» للمؤلف مايكل أندى
- - «الحكاية التي لم أحكيها» للمؤلف ميشيل أرنندس
- - «الظل الشقى» للمؤلف أنطونيو اريخونا
- - «مجموعة مسرحيات راس السنة» للمؤلفة كارمن برابوبيسانتى
- - «العروسة المهجورة» للمؤلف الفونسو ساسترى
- - التعبير الدرامى – تأليف: جيسلى باريت.
- - مسرح أمريكا اللاتينية «ثلاثية هو وهي» للمؤلف رولندوا ستينر.
- - مجموعة مسرحيات من مسرح الطفل الأسبانى.

## شهادات تقدير
- • جامعة القاهرة.
- • جمعية المسرحيين بالشارقه.
- •	•المركز القومى للمسرح والموسيقى والفنون الشعبية.
- • كلية التربية النوعية.
- • مجلس دبى الثقافى.
- • تليفزيون الشارقه.
- • درع وزارة التعليم العالى (القاهرة).

## ألبوم صور
|  |  |  |

## روابط خارجية
- نبيلة حسن على موقع الدهليز
- نبيلة حسن على موقع قاعدة بيانات الأفلام العربية